# Hirano (Osaka)
Hirano (jap. 平野区 Hirano-ku) – jedna z 24 dzielnic Osaki, stolicy prefektury Osaka. Dzielnica została założona 22 lipca 1974 roku przez wydzielenie części dzielnicy Higashisumiyoshi. Położona jest w południowo-wschodniej części miasta. Graniczy z dzielnicami Higashisumiyoshi, Ikuno, a także miastami Higashiōsaka, Yao i Matsubara.